# Etiqueta (lenguaje de marcado)
Una etiqueta (términos a veces reemplazados por el anglicismo tag) es una marca con clase que delimita una región en los lenguajes basados en XML. También puede referirse a un conjunto de juegos informáticos interactivos que se añade a un elemento de los datos para identificarlo (Oxford English Dictionary). Esto ocurre, por ejemplo, en los archivos MP3 que guardan información sobre una canción así como sobre el artista que la ha cantado o compuesto.
Con la llegada de la World Wide Web ha habido una invasión de tags. La Web se basa en el HTML, o «lenguaje de marcado de hipertexto», que está basado en el uso de etiquetas. Las etiquetas (entre otras muchas cosas) le dicen al programa visualizador de páginas web (o navegador) en qué juego de caracteres está la página, de qué tipo es cada uno de los fragmentos de texto que contiene (por ejemplo, encabezamiento, texto normal, etc.), si están alineados a un lado o centrados, en qué tipo de letra está el texto (cursiva, negrita, etc.), si hay tablas, de qué anchura son etc. Dicho de otro modo: las balizas dan al navegador las instrucciones necesarias para que presente la página en pantalla.

## Ejemplos
Si se observa el código de una página web (sencillamente escogiendo en el menú del navegador «Ver -> Código fuente»), se encontrará con los paréntesis angulares < > (los símbolos "menor que" y "mayor que", que enmarcan habitualmente la etiqueta de apertura o inicio, y </ >, que acotan la etiqueta de cierre o final). Lo que hay entre las etiquetas suele ser el texto que se puede ver directamente en pantalla. Las etiquetas simplemente dan las órdenes que indican:
1. Cómo se van a visualizar los elementos destinados a ser visibles en pantalla.
2. Cómo actuarán en el mismo documento los elementos no destinados a ser visibles en pantalla, así como la manera en que actuarán en relación con otros documentos

Véase el siguiente ejemplo:

<etiqueta1>
   <etiqueta2 atributo1="hola" atributo2="mundo">
   </etiqueta2>
   <etiqueta3 atributo1="domin"/>
</etiqueta1>

En este ejemplo hay tres etiquetas (etiqueta1, etiqueta2 y etiqueta3). La etiqueta1 delimita, o contiene, las etiquetas etiqueta2 y etiqueta3. Las etiquetas también pueden tener atributos, que aportan información específica; por ejemplo, los atributos atributo1 y atributo2 aportan información a la etiqueta2, al igual que hace el atributo1 a la etiqueta3.
Ejemplos de balizas html:
```
       <html>
          <head>
             <title>
             </title>
          </head>
          <body bgcolor=red>
               <h1>
                   <font color=green face=verdana>
                   </font>
               </h1>
               <h2>
               </h2>
               <p>
                   <a href=destino de imagen>
                   <img src="fuente de imagen">
                   </a>
               </p>
          </body>
       </html>

```

Ejemplos de balizas html destinadas a interactuar con otros documentos sin ser necesariamente visibles en pantalla son, entre otros ejemplos posibles, las llamadas «metabalizas» (o metatags) que en lenguaje HTML pueden incluir palabras clave para que la página web en las que están incluidas sea referenciada con mayor rapidez y pertinencia por los motores de búsqueda.